# Escala COPINE
A Escala COPINE é um sistema de classificação criado na Irlanda e utilizado no Reino Unido, para classificar a gravidade de imagens de abuso sexual de crianças. A escala foi desenvolvida por funcionários do projeto COPINE (Combating Paedophile Information Networks in Europe, "Combate às Redes de Informação de Pedofilia na Europa"). O projeto COPINE foi fundado em 1997, dentro do Departamento de Psicologia Aplicada, no University College Cork, na Irlanda.

## Uso da escala COPINE

### Terapêutico
A escala COPINE escala foi originalmente desenvolvida para fins terapêuticos-psicológicos. Mais especificamente, ela é usada para distinguir entre erotismo infantil e pornografia infantil. O professor Max Taylor, um dos acadêmicos que trabalham para o projeto COPINE, afirmou: "O significado desta distinção é o de salientar as qualidades potencialmente sexuais de toda uma gama de tipos de fotografias (e outros materiais), nem todos os quais atendem aos critérios de obscenidade."

### Judicial
No final da década de 1990, o projeto COPINE da University College Cork, em cooperação com a unidade de investigação de pedofilia da Polícia Metropolitana de Londres, desenvolveu uma tipologia para classificar imagens de abuso de crianças para utilização em pesquisa e aplicação da lei. Uma tipologia de dez níveis foi baseada na análise de imagens disponíveis em páginas e grupos de notícias da internet. Outros pesquisadores têm adotado escalas semelhantes.
| 1  | Indicativo                 | Fotografias não eróticas e não sexualizadas, que mostram crianças em roupas íntimas ou roupas de banho, a partir de fontes comerciais ou álbuns de família. Imagens de crianças brincando em ambientes normais, nas quais o contexto ou a organização de imagens pelo coletor indica a inadequação. |
| 2  | Nudista                    | Imagens de crianças nuas ou seminuas em contextos próprios de ambientes nudistas/naturistas e a partir de fontes legítimas. |
| 3  | Erótico                    | Fotografias de crianças tiradas d forma sub-reptícia em áreas de lazer ou em outros ambientes seguros mostrando crianças em roupas íntimas ou em diferentes graus de nudez. |
| 4  | Pose                       | Imagens com crianças posando de forma deliberada, tanto completamente vestidas, quanto parcialmente vestidas, ou nuas (nas quais a quantidade, o contexto e a organização sugerem o interesse sexual).                                                                                              |
| 5  | Pose erótica               | Imagens de crianças posando de forma deliberada em poses sexualizadas ou provocativas. |
| 6  | Pose erótica explícita     | Imagens que enfatizam as áreas genitais, nas quais a criança está nua, parcialmente vestida ou totalmente vestida. |
| 7  | Atividade Sexual Explícita | Imagens que mostram crianças a tocando-se, com masturbação (própria e mútua), sexo oral e relações sexuais com crianças, mas que não envolvem adultos. |
| 8  | Abuso                      | Imagens de crianças sendo sujeitas a abusos sexuais com toque, envolvendo um adulto. |
| 9  | Abuso grave                | Imagens grosseiras e/ou obscenas de abusos sexuais de crianças, envolvendo penetração, masturbação ou sexo oral, envolvendo um adulto. |
| 10 | Sadismo/Bestialidade       | a). Imagens que mostram uma criança presa, amarrada, espancada, açoitada, etc., de qualquer forma sujeita a algo que implique dor. b. Imagens nas quais um animal é envolvido em alguma forma de comportamento sexual com uma criança.                                                              |

### A escala SAP
O caso legal de 2002 Regina v. Oliver na Corte de apelações da Inglaterra e País de Gales estabeleceu uma escala pela qual as imagens indecentes de crianças podem ser "classificadas". A escala de cinco níveis, estabelecida pela Sentencing Advisory Panel para a Inglaterra e País de Gales foi aprovada em 2002, é conhecida como  escala SAP. Ela é baseado na escala COPINE terminologia e é muitas vezes erradamente referida como tal.
| 1 | Pose com nudez ou conteúdo erótico sem nenhuma atividade sexual |
| 2 | Atividade sexual entre crianças ou masturbação por uma criança  |
| 3 | Atividade sexual não penetrativa entre adulto(s) e criança(s)   |
| 4 | Atividade sexual penetrativa entre criança(s) e adulto(s)       |
| 5 | Sadismo ou bestialidade                                         |

O documento que deu origem à escala SAP fornece uma explicação detalhada de como a escala COPINE foi adaptada. Ela também afirma que a escala COPINE foi criada para uso terapêutico, não para uso jurídico. O exame das categorias demonstra que as categorias de 2 a 5 da escala SAP  correspondem às categorias de 7 a 10 da escala COPINE. A categoria 1 da escala SAP parece corresponder vagamente às categorias de 4 a 6 da escala COPINE. A categoria 1 da escala COPINE (indicativo) foi deixada de fora da escala SAP , porque "imagens desta natureza não seriam classificadas como indecentes." O grupo de estudos considerou as categorias 2 e 3 da escala COPINE  discutíveis, uma vez que estas podem ou não ser classificadas como indecentes.

### Sexual Offences Definitive Guideline
Em 1 de abril de 2014, uma nova escala, substituindo a escala SAP, foi adotada para sentenciamento na Inglaterra e no País de Gales por crimes relacionados a imagens indecentes de crianças, posta em vigor conforma a página 75 do Sexual Offences Definitive Guideline .
| Categoria A | Imagens envolvendo atividade sexual com penetração, e/ou imagens envolvendo atividade sexual com um animal ou envolvendo sadismo |
| Categoria B | Imagens que envolvam atividade sexual com penetração                                                                             |
| Categoria C | Outras imagens indecentes que não estejam dentro da classificação das categorias A ou B                                          |